# Angelica May
Angelica Petry-May (* 17. September 1933 in Reutlingen; † 8. Januar 2018) war eine deutsche Cellistin und Musikpädagogin.
May studierte von 1949 bis 1953 an der Hochschule für Musik und Darstellende Kunst Stuttgart Klavier und daneben bis 1951 Geige. Sie wechselte dann zum Cellostudium nach Stuttgart, Trossingen und München und war ab 1954 Schülerin von Pablo Casals. Als eine der wenigen deutschen Cellistinnen von internationalem Ruf nach dem Zweiten Weltkrieg gab sie Konzerte als Solistin, trat mit Kammermusikensembles auf und war Mitglied des Odeon-Trios (mit dem Geiger Kurt Guntner und dem Pianisten Leonard Hokanson).
Zu den Plattenaufnahmen Mays zählt eine Einspielung der Cellokonzerte von Antonín Dvořák und Bohuslav Martinů mit der Tschechischen Philharmonie unter Václav Neumann. Als Lehrerin gab sie Meisterkurse und wirkte als Hochschulprofessorin, ab 1975 als Nachfolgerin von Antonio Janigro an der Robert Schumann Hochschule Düsseldorf, ab 1985 als Nachfolgerin von Senta Benesch an der Universität für Musik und darstellende Kunst Wien. Sie wurde u. a. mit dem Verdienstkreuz am Bande des Bundesverdienstkreuzes (1985) und dem Großen Ehrenzeichen für Verdienste um die Republik Österreich (1994) ausgezeichnet.